# San Joaquin County
Das San Joaquin County ist ein County im US-Bundesstaat Kalifornien. Bei der Volkszählung im Jahr 2020 hatte das County 779.233 Einwohner und eine Bevölkerungsdichte von 215 Einwohnern pro Quadratkilometer. Der Verwaltungssitz (County Seat) ist Stockton.

## Geographie
Das County liegt im Kalifornischen Längstal, rund 100 km östlich der San Francisco Bay Area und hat eine Fläche von 3694 km². Es grenzt an folgende Countys:
|                                     | Sacramento County | Amador County    |
| Contra Costa County, Alameda County |                   | Calaveras County |
| Santa Clara County                  | Stanislaus County |                  |

Das County wird vom Office of Management and Budget zu statistischen Zwecken als Stockton–Lodi, CA Metropolitan Statistical Area geführt.

## Geschichte
Das County wurde 1850 gegründet. Der San Joaquin River, der durch das County fließt, gab ihm den Namen. Auf einer Expedition in den Anfangsjahren des 19. Jahrhunderts entdeckte Gabriel Moraga die heutige Gegend und benannte sie San Joaquin nach der spanischen Bezeichnung für den Heiligen Joachim.
35 Bauwerke und Stätten des Countys sind im National Register of Historic Places eingetragen.

## Demografische Daten

Alterspyramide des San Joaquin Countys

Nach der Volkszählung im Jahr 2000 lebten im San Joaquin County 563.598 Menschen. Es gab 181.629 Haushalte und 134.768 Familien. Die Bevölkerungsdichte betrug 156 Einwohner pro Quadratkilometer. Ethnisch betrachtet setzte sich die Bevölkerung zusammen aus 58,13 % Weißen, 6,69 % Afroamerikanern, 1,13 % amerikanischen Ureinwohnern, 11,41 % Asiaten, 0,35 % Bewohnern aus dem pazifischen Inselraum und 16,26 % aus anderen ethnischen Gruppen; 6,05 % stammten von zwei oder mehr ethnischen Gruppen ab. 30,53 % der Bevölkerung waren spanischer oder lateinamerikanischer Abstammung, die verschiedenen der genannten Gruppen angehörten.
Von den 181.629 Haushalten hatten 40,50 % Kinder und Jugendliche unter 18 Jahre, die bei ihnen lebten. 54,30 % waren verheiratete, zusammenlebende Paare, 14,00 % waren allein erziehende Mütter. 25,80 % waren keine Familien. 20,70 % waren Singlehaushalte und in 8,40 % lebten Menschen im Alter von 65 Jahren oder darüber. Die Durchschnittshaushaltsgröße lag bei 3.00 und die durchschnittliche Familiengröße bei 3,48 Personen.
Auf das gesamte County bezogen setzte sich die Bevölkerung zusammen aus 31,00 % Einwohnern unter 18 Jahren, 10,00 % zwischen 18 und 24 Jahren, 28,80 % zwischen 25 und 44 Jahren, 19,60 % zwischen 45 und 64 Jahren und 10,60 % waren 65 Jahre alt oder darüber. Das Durchschnittsalter betrug 32 Jahre. Auf 100 weibliche kamen statistisch 99,90 männliche Personen, auf 100 Frauen im Alter ab 18 Jahren kamen statistisch 97,20 Männer.

Das jährliche Durchschnittseinkommen eines Haushalts betrug 41.282 USD, das Durchschnittseinkommen der Familien betrug 46.919 USD. Männer hatten ein Durchschnittseinkommen von 39.246 USD, Frauen 27.507 USD. Das Prokopfeinkommen betrug 17.365 USD. 17,70 % Prozent der Bevölkerung und 13,50 % der Familien lebten unterhalb der Armutsgrenze. 23,70 % davon waren unter 18 Jahre und 10,00 % waren 65 Jahre oder älter.

## Orte im County

### Citys
| - Escalon - Lathrop - Lodi - Manteca | - Ripon - Stockton (County Seat) - Tracy |

### CDPs
| - Acampo - August - Collierville - Country Club - Dog Town - Farmington - French Camp | - Garden Acres - Kennedy - Lincoln Village - Linden - Lockeford - Morada - Mountain House | - Peters - Taft Mosswood - Terminous - Thornton - Victor - Waterloo - Woodbridge |